# Austrian Football Division 1 2010
La Austrian Football Division 1 2010 è stata la 25ª edizione del campionato di football americano di secondo livello, organizzato dalla AFBÖ.
A causa della mancanza di liquidità, l'AFBÖ ha inizialmente concesso ai Gladiators un limite di tempo per saldare i debiti e poi ha revocato loro completamente la licenza di gioco. Per questo motivo le partite successive all'esclusione sono state considerate delle sconfitte 35-0 e la squadra è stata classificata ultima d'ufficio. A seguito di questa decisione i Blue Devils hanno rinunciato a disputare la semifinale con i Titans.

## Squadre partecipanti
| Club                  | Città         | Stadio | Sponsor ufficiale | Risultato nella stagione 2009 |
| --------------------- | ------------- | ------ | ----------------- | ----------------------------- |
| Cineplexx Blue Devils | Hohenems      |        |                   |                               |
| CNC Gladiators        | Stegersbach   |        |                   |                               |
| Lower Austria Titans  | Mödling       |        |                   |                               |
| Red Lions Hall        | Hall in Tirol |        |                   |                               |
| Traun Steelsharks     | Traun         |        |                   |                               |

## Stagione regolare

### Calendario

#### 1ª giornata
| Hall in Tirol 10 aprile 2010, ore 15:00 | Red Lions Hall | 48 – 12 (14-6 20-6 6-0 8-0) | Cineplexx Blue Devils | Stadion Haller Lend (300 spett.) |

| Burgauberg-Neudauberg 11 aprile 2010, ore 15:00 | CNC Gladiators | 9 – 22 | Lower Austria Titans | Sportplatz |

#### 2ª giornata
| Hohenems 17 aprile 2010, ore 14:00 | Cineplexx Blue Devils | 13 – 54 (7-14 0-26 0-6 6-8) | CNC Gladiators | Stadion Herrenried (250 spett.) |

| Traun 17 aprile 2010, ore 14:00 | Traun Steelsharks | 49 – 39 (13-7 7-0 15-21 14-11) | Red Lions Hall | Trauner Stadion (450 spett.) |

#### 3ª giornata
| Vienna 24 aprile 2010, ore 17:00 | Lower Austria Titans | 46 – 14 | Traun Steelsharks | Trainingszentrum Ravelinstraße |

#### 4ª giornata
| Vienna 1º maggio 2010, ore 17:00 | Lower Austria Titans | 56 – 13 (14-6 28-7 14-0 0-0) | Red Lions Hall | Trainingszentrum Ravelinstraße (100 spett.) |

| Burgauberg-Neudauberg 2 maggio 2010, ore 15:00 | CNC Gladiators | 35 – 0 (a tavolino) | Cineplexx Blue Devils | Sportplatz |

#### 5ª giornata
| Hall in Tirol 8 maggio 2010, ore 15:00 | Red Lions Hall | 0 – 26 (0-14 0-0 0-6 0-6) | CNC Gladiators | Stadion Haller Lend |

| Hohenems 9 maggio 2010, ore 14:00 | Cineplexx Blue Devils | 14 – 27 (6-0 0-15 8-6 0-6) | Traun Steelsharks | Stadion Herrenried (100 spett.) |

#### 6ª giornata
| Traun 15 maggio 2010, ore 14:00 | Traun Steelsharks | 9 – 27 (9-14 0-3 0-3 0-7) | Lower Austria Titans | Trauner Stadion (250 spett.) |

#### 7ª giornata
| Burgauberg-Neudauberg 23 maggio 2010, ore 15:00 | CNC Gladiators | 0 – 35 (a tavolino) | Traun Steelsharks | Sportplatz |

| Vienna 23 maggio 2010, ore 17:00 | Lower Austria Titans | 63 – 28 (14-0 13-8 28-20 8-0) | Cineplexx Blue Devils | Trainingszentrum Ravelinstraße (130 spett.) |

#### 8ª giornata
| Hohenems 29 maggio 2010, ore 14:00 | Cineplexx Blue Devils | 6 – 25 (14-0 21-0 6-0 0-0) | Red Lions Hall | Stadion Herrenried |

#### 9ª giornata
| Hall in Tirol 5 giugno 2010, ore 15:00 | Red Lions Hall | 17 – 21 (0-0 0-14 14-0 6-7) | Lower Austria Titans | Stadion Haller Lend |

| Traun 5 giugno 2010, ore 18:00 | Traun Steelsharks | 35 – 0 (a tavolino) | CNC Gladiators | Trauner Stadion |

### Classifica
La classifica della regular season è la seguente:
- PCT = percentuale di vittorie, G = partite giocate, V = partite vinte,  P = partite perse, PF = punti fatti, PS = punti subiti

| Pos. | Squadra               | PCT   | G | V | N | P | PF  | PS  |
| ---- | --------------------- | ----- | - | - | - | - | --- | --- |
| 1    | Lower Austria Titans  | 1.000 | 6 | 6 | 0 | 0 | 235 | 90  |
| 2    | Traun Steelsharks     | .667  | 6 | 4 | 0 | 2 | 169 | 126 |
| 3    | Red Lions Hall        | .333  | 6 | 2 | 0 | 4 | 142 | 170 |
| 4    | Cineplexx Blue Devils | .000  | 6 | 0 | 0 | 6 | 73  | 252 |
| -    | CNC Gladiators        | .500  | 6 | 3 | 0 | 3 | 124 | 105 |

## Playoff

### Tabellone
|  | Semifinali | Semifinali            | Semifinali |                   |   | XIII Silver Bowl     | XIII Silver Bowl | XIII Silver Bowl |  |
|  |            |                       |            |                   |   |                      |                  |                  |  |
|  | 1          | Lower Austria Titans  | 35         |                   |   |                      |                  |                  |  |
|  | 1          | Lower Austria Titans  | 35         |                   |   |                      |                  |                  |  |
|  | 4          | Cineplexx Blue Devils | 0 d.g.s.   |                   |   |                      |                  |                  |  |
|  | 4          | Cineplexx Blue Devils | 0 d.g.s.   |                   | 1 | Lower Austria Titans | 24               |                  |  |
|  |            |                       |            |                   | 1 | Lower Austria Titans | 24               |                  |  |
|  |            |                       | 2          | Traun Steelsharks | 7 |                      |                  |                  |  |
|  | 2          | Traun Steelsharks     | 2          | Traun Steelsharks | 7 | 35                   |                  |                  |  |
|  | 2          | Traun Steelsharks     |            |                   |   |                      |                  |                  |  |
|  | 3          | Red Lions Hall        | 3          |                   |   |                      |                  |                  |  |

### Semifinali
| Maria Enzersdorf 19 giugno 2010, ore 18:00 | Lower Austria Titans | 35 – 0 (a tavolino) | Cineplexx Blue Devils | Trenkwalder Arena |

| Traun 19 giugno 2010, ore 18:00 | Traun Steelsharks | 35 – 3 | Red Lions Hall | Trauner Stadion |

### XIII Silver Bowl
| Maria Enzersdorf 26 giugno 2010, ore 16:00 | Lower Austria Titans | 24 – 7 (0-0 7-0 7-0 10-7) | Traun Steelsharks | Trenkwalder Arena (300 spett.) |

## Verdetti
- Lower Austria Titans Vincitori dell'Austrian Football Division 1 2010